# 564 (numero)
Cinquecentosessantaquattro (564) è il numero naturale dopo il 563 e prima del 565.

## Proprietà matematiche
- È un numero pari.
- È un numero composto.
- È un numero abbondante.
- È parte delle terne pitagoriche (235, 564, 611), (423, 564, 705), (564, 752, 940), (564, 1645, 1739),  (564, 2173, 2245), (564, 4400, 4436), (564, 6615, 6639), (564, 13248, 13260), (564, 19877, 19885), (564, 26505, 26511), (564, 39760, 39764), (564, 79523, 79525).
- È un numero palindromo nel sistema di numerazione posizionale a base 5 (4224) e in quello a base 9 (686).
- È un numero 189-gonale.
- È un numero rifattorizzabile in quanto divisibile per il numero dei propri divisori.
- È un numero congruente.

## Astronomia
- 564 Dudu è un asteroide della fascia principale del sistema solare.
- NGC 564 è una galassia ellittica della costellazione della Balena.

## Astronautica
- Cosmos 564 è un satellite artificiale russo.